# NEW WORLD NEW DAY (和の曲)
『NEW WORLD NEW DAY』は、和の楽曲。2021年8月21日に発売された配信シングル。レーベルはLILA MUSIC。規格品番はLILA-001。

## 概要
- 2020年8月の榊いずみより改名後、和名義としては初の楽曲リリースとなり、2021年3月31日の自身の株式会社ライラ設立に伴いレーベルはLILA MUSICとなっている。
- 2021年4月10日に渋谷TSUTAYA O-Crestで行われた、和ライブ 2021 「New world New day」で初披露された。曲として完成したのはライブ前日だった。
- MIXは共作曲、編曲の佐藤亙、マスタリングはスターリングサウンドのエンジニア、クリス・ゲーリンジャーが担当している。
- 発売日当日は公式のみであったが、2021年9月4日に公式以外でもハイレゾも含めて配信されている。ただし、カラオケは公式オンラインストアのみの配信である。

## 収録曲
1.NEW WORLD NEW DAY(4分4秒)
作詞：和 作曲 : 和・佐藤亙 編曲 : 佐藤亙
2.NEW WORLD NEW DAY(カラオケ)(4分4秒)

## ミュージシャン
- 佐藤亙 - ギター、キーボード
- 末藤健二 - ドラムス
- Chama - ベース